# Rottboellia cochinchinensis
Rottboellia cochinchinensis is een fors, sterk uitstoelend en grote pollen vormend gras van 0,50 tot 2,50 m hoog. Het komt in Indonesië vooral voor in gebieden met een krachtige oostmoesson van de laagvlakte tot ca. 750 m boven de zeespiegel. Op Soemba en Timor wordt het hoog gewaardeerd als paardenvoer.